# Assyrere
Assyrere er en etnisk gruppe med oprindelse i det antikke Assyrien i det nordlige Mesopotamien, der var beliggende i hvad der i dag er de nordlige dele af det moderne Irak, nordvestlige Iran, nordøstlige dele af Syrien og det sydøstlige Tyrkiet. Nogle er immigreret til Kaukasus, Nordamerika og Vesteuropa i løbet af det forløbne århundrede. Hundredvis lever i assyriske fællesskab og i irakiske flygtningesamfund i Europa, det tidligere Sovjetunionen, Australien, New Zealand, Syrien, Jordan, og Libanon.
Assyrere skiller sig ud fra resten af befolkningen i den arabiske verden ved deres tilknytning til kristendommen.

## Sprog
Assyrere taler aramæisk med forskellige øst-semitiske dialekter som øst-assyrisk, suroyo. Assyrere talte akkadisk, som uddøde i det første århundrede e. Kr.
Det assyriske alfabet erstattede, kileskriften, som assyrerne brugte for at skrive deres historie på lertavler. Assyrerne var et af de første folkeslag der tog kristendommen til sig. De blev kristne omkring år 45.